# Coixoma
El coixoma o koihoma, també conegudat ambigüament com Coto (Koto) i Orejone (Orejón), cap d'elles el seu nom real, és una llengua witoto extingida del Perú vers el 1850.

## En cultura popular
A la pel·lícula de Steven Spielberg Indiana Jones i el regne de la calavera de cristall (2008), Indiana Jones identifica el llenguatge de Koihoma en una misteriosa carta escrita per Harold Oxley, tot i que explica a Mutt Williams que ja ningú parla aquest idioma.